# Главна дирекция на държавните и гарантираните от държавата дългове
Главната дирекция на държавните и гарантираните от държавата дългове е държавна институция в България, съществувала от 1912 до 1934 година, която управлява държавния дълг.
Главната дирекция на държавните дългове функционира под надзора на министъра на финансите, но е самостоятелен орган, независим от Министерството на финансите и обособен от него със специален закон. Управлява се от началник и двама съветници, които по право са управителите на Българска народна банка и Българска земеделска банка. Дейността на главната дирекция се контролира и от специална комисия, включваща председателя на Върховната сметна палата и четирима народни представители. Закрита е след Деветнадесетомайския преврат през 1934 година, след който нейната дейност отново е поета от отдел на Министерството на финансите.